# Tetřívek kavkazský
Tetřívek kavkazský (Lyrurus mlokosiewiczi) je velký bažantovitý pták endemický Kavkazu, kde obývá vysokohorské lesy a louky. Jeho blízkým příbuzným je tetřívek obecný, s nímž utváří rod Lyrurus (tetřívek). Kohouti tetřívků kavkazských mají černě zbarvené opeření s modrozeleným odleskem, nápadnými červenými pouškami nad očima, dlouhým vykrojeným ocasem a výraznou bílou skvrnou (hvězdou) v ohbí křídla. Slepice jsou hnědošedě kropenaté s tmavými skvrnami a pruhováním.
Rozmnožuje se na jaře na tokaništích. Tok tetřívků je zvláštní tím, že kohouti nevytváří vokální akustické signály (jejich syrinx je silně redukován), což je patrně adaptace na větrné vysokohorské prostředí, kde by se podobné vokální projevy stejně nenesly daleko. Zvuky během toku vydávají pouze s pomocí třepotu křídel. Samice klade kolem 6 (někdy až 12) vajec do hnízda na zemi. Inkubace trvá 20–25 dní. Tetřívci se živí jehličím jalovců a pupeny. Druh je ohrožen fragmentací krajiny a lovem, pročež jej Mezinárodní svaz ochrany přírody hodnotí jako téměř ohrožený.

## Taxonomie
Druh poprvé popsal Wladyslaw Taczanowski v roce 1875. Tetřívek kavkazský se řadí do rodu Lyrurus (tetřívek) po boku svého nejbližšího příbuzného tetřívka obecného. Tetřívek kavkazský netvoří žádné poddruhy.

## Popis
Jedná se o s středně velkého tetřeva s tělem protáhlého tvaru. Nohy jsou silné, opeřené až po zánártí, tmavě hnědé prsty jsou holé. Nad očima se nachází rudé kožní zduřeniny (poušky), které jsou výrazné jen u samců. Černý zobák (klovec) je krátký a silný. Duhovky jsou tmavě hnědé. Tetřívek kavkazský je o něco menší než tetřívek obecný. Výška kohouta je kolem 53 cm, délka křídla 18–22 cm, délka ocasu 20–22 cm, váha 0,8–1 kg. Výška slepice je 38 cm, délka křídla 17–21 cm, délka ocasu 15 cm, váha 0,7–0,8 kg.
Kohoutovo opeření je převážně černé s modrozeleným iridiscentním nádechem. Křídla jsou většinou hnědá, avšak letky jsou na spodní straně zářivě bílé, přičemž tato bílá se ukazuje na svrchní straně ohbí křídla (u tetřeva hlušce se této skvrně říká hvězda). Nezvykle tvarovaný, vykrojený, dlouhý ocas je převážně černý. Nedospělí jedinci připomínají samice, od kterých je lze rozeznat pomocí červenohnědých horních partií včetně letek. Nedospělí kohouti se začínají oblékat do adultního šatu již kolem listopadu, avšak přepeřování je postupné a může se protáhnout až do následujícího jara.
Slepice hrají šedohnědými odstíny s tmavým kropením, které často přechází až do pruhování. Juvenilní samice připomínají dospělé slepice, avšak jejich opeření je o něco červenohnědší a postrádá šedou.

## Biologie a chování
Žije převážně samotářsky, občas jej lze zahlédnout ve velmi malých hejnech do několika jedinců. Do větších skupin se sdružuje pouze během období toku. Jedná se o stálé ptáky, nicméně krátké přelety z vysoce položených tokanišť do níže položených zimovišť se dějí. Hřaduje mezi kameny, v roští a v zimě i ve sněžných norách. Na rozdíl od tetřívka obecného hřaduje na stromech pouze výjimečně.

### Rozmnožování
Rozmnožování probíhá od poloviny dubna do poloviny května na tradiční tokaništích, kam se tetřívci schází každý rok. Kohouti nejdříve založí teritoria, která poté brání proti ostatním samcům. Slepice toto chování bedlivě pozorují, načež si vyberou vysněného kohouta, se kterým poté provedou kopulaci přímo na jeho teritoriu. Tok tetřívka kavkazského je unikátní v tom, že je tichý, čili kohout se při něm neprojevuje akustickými signály jako tomu bývá u ostatních tetřevů. Toto chování je přičítáno na vrub vysokohorskému prostředí, kde převládají silné větry, které by stejně zabraňovaly šíření kohoutích vokálních projevů. Kohouti tetřívci mají značně redukovaný syrinx. Tokaniště se nachází v otevřené krajině včetně posekaných luk nad hranicí lesa. Toku se účastní většinou 6–12 samců, i když byly zaznamenány velké toky až o cirka 30 kohoutech.

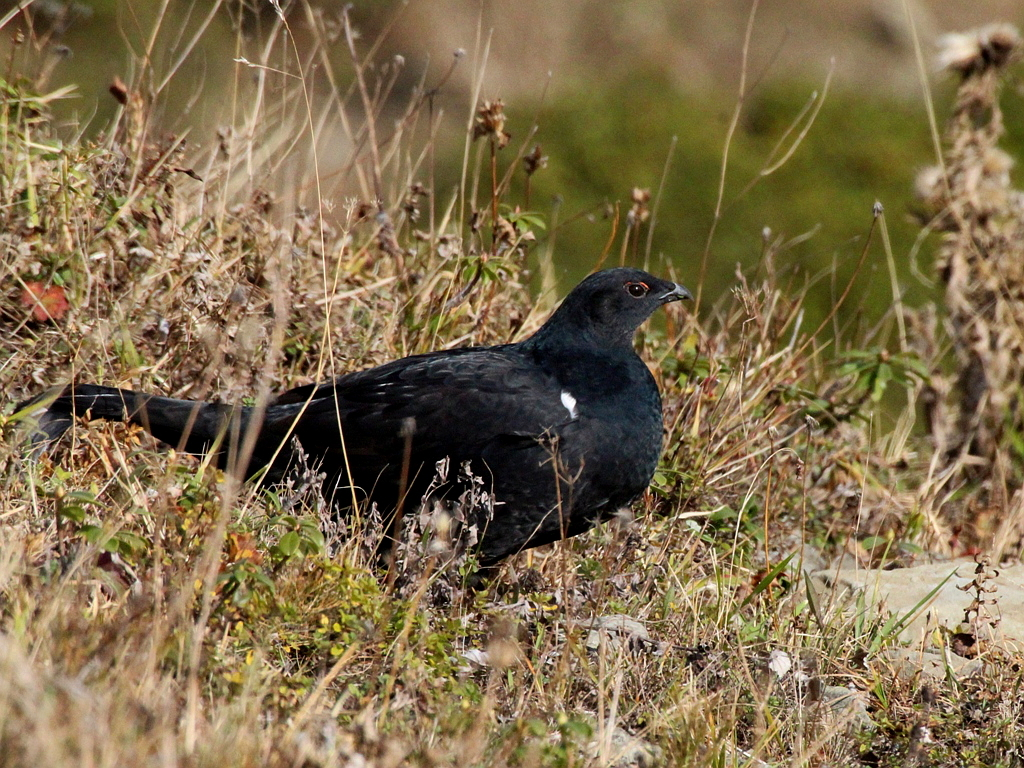
Samec v trávě

Hlavním namlouvacím prvkem kohoutů je třepotavý skok, který kohouti často předvádí na svažitém terénu. Kohout se nejdříve postaví se zády směrem ke svahu, udřepne a prudce vyskočí kolmo vzhůru. Během skoku provede 4–5 náruživých máchnutí křídel, během niž o sebe křídla hlasitě plesknou. Skoky mohou dosáhnout až dvoumetrové výše, na vrcholku skoku se kohout většinou otočí o 180°, načež přistane zpět s břichem nasměrovaným ke svahu. K těmto výskokům dochází opakovaně a jejich frekvence závisí na sexuálním vzrušení kohouta. Existuje řada skokových variací jako např. skoky na rovinatém podložení bez otoček apod. Hlavní funkce těchto výskoků je přilákání pozornosti samic jednak pomocí výskoků samotných, a jednak pomocí zvuku vydávaného údery křídel, který se může nést až 150 m daleko. Skoky dávají kohoutům příležitost pyšně ukazovat bílé partie spodní strany křídel.
Slepice klade nejčastěji 6 (maximálně 12) vajec do mělkého hnízda na zemi. Inkubace trvá 20–25 dní. Prekociální mláďata se klubou v totéž časové období.

### Potrava
Ke sbírání potravy dochází hlavně časně zrána. Živí se hlavně pupeny a výhonky listnáčů a jehlicemi a plody jalovců. Konkrétně pojídá části např. místní endemické břízy Betula litwinowii, dubu velkokvětého, buku východního a růže. Hlavně kuřátka se první dva týdny živí pouze hmyzem.

## Rozšíření a populace

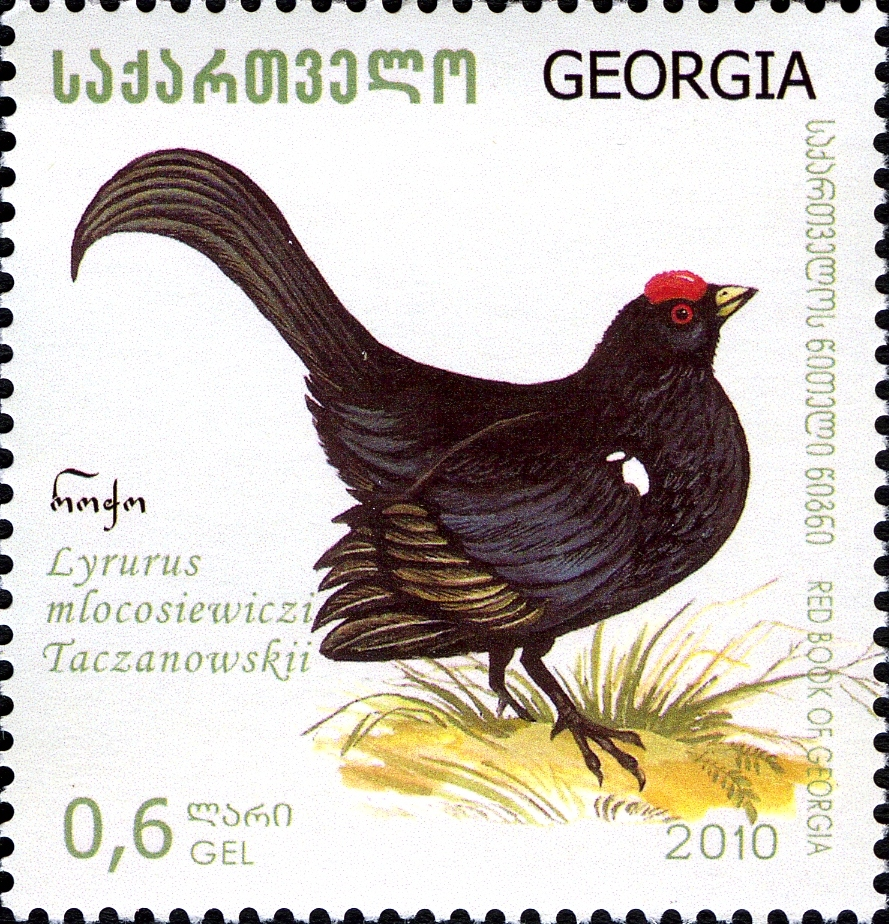
Kohout na gruzínské známce

Tetřívek kavkazský je rozšířen ve fragmentovaných populacích mezi Černým a Kaspickým mořem na Velkém i Malém Kavkaze. I přes geograficky malý areál se vyskytuje na území hned několika států, a sice Arménie, Ruska, Gruzie i částí Turecka, Ázerbájdžánu a Íránu. Druh obývá území o rozloze kolem 12 000 km², což představuje vůbec nejmenší území obývané jakýmkoliv zástupcem tetřevů. Nejmenší populace se nachází v Íránu, kde se nachází posledních cca 500 tetřívků.
Vyskytuje se v nadmořských výškách mezi cca 1700–3300 m n. m., avšak byl výjimečně spatřen i v pouhých 700 m n. m. Typický habitat druhu tvoří subalpinské a alpinské louky se stráněmi pokryté jalovci a pěnišníky.
Celkovou populaci druhu je velmi složité odhadnout z důvodu špatné přístupnosti terénu i nestabilní politické situaci, která ztěžuje podrobnější výzkumy. Odhady celkové populace tedy oscilují mezi 20–76 dospělými jedinci.

## Ohrožení a ochrana
I přes nedostatečně podrobná data se dá předpokládat, že populace tetřívků je na ústupu. Může ze to hlavně lov, fragmentace krajiny následkem nově budovaných cest, nová zástavba, rozšíření využívání půdy k pastvě i úbytek zimního biotopu v důsledku těžby dřeva. Mezinárodní svaz ochrany přírody proto tetřívka hodnotí jako téměř ohrožený druh.
Ke klíčovým ochranným prostředkům patří hlavně prohloubení znalostí o ekologii druhu, což umožní vytvoření akčního plánu na jeho ochranu. Konkrétně je potřeba např. nasbírat znalosti ohledně vlivu místních lesnických a farmářských metod na populaci druhu nebo započíst s regulací lovu a pohybu pasteveckých psů. Klíčové oblasti stanovišť je potřeba chránit před další fragmentací a zástavbou.